# Slammiversary 10
Slammiversary 10 foi um evento pay-per-view de wrestling profissional promovido pela Total Nonstop Action Wrestling, ocorreu no dia 10 de junho de 2012 no College Park Center em Arlington, Texas localizado no campus da University of Texas at Arlington. Esta foi a oitava edição da cronologia do Slammiversary. Este evento marcou o 10º aniversário da TNA.

## Antes do evento
Slammiversary teve lutas de wrestling profissional envolvendo diferentes lutadores com rivalidades e storylines pré-determinadas que se desenvolveram no Impact Wrestling — programa de televisão da Total Nonstop Action Wrestling (TNA). Os lutadores interpretaram um vilão ou um mocinho seguindo uma série de eventos para gerar tensão, culminando em várias lutas.

## Hall of Fame
No evento foi anunciado pela presidente da TNA Dixie Carter que Sting era o primeiro membro introduzido no TNA Hall of Fame. Participou também do evento o lutador Christian que estava sob contrato com a WWE.

## Resultados
| Nº                             | Lutas                                                                  | Estipulação                                                                             | Duração |
| ------------------------------ | ---------------------------------------------------------------------- | --------------------------------------------------------------------------------------- | ------- |
| 1                              | Austin Aries (c) derrotou Samoa Joe                                    | Singles match pelo TNA X Division Championship                                          | 11:48   |
| 2                              | Hernandez derrotou Kid Kash                                            | Singles match                                                                           | 05:52   |
| 3                              | Devon e Garett Bischoff derrotaram Robbie E e Robbie T                 | Tag Team match                                                                          | 05:56   |
| 4                              | Mr. Anderson derrotou Rob Van Dam e Jeff Hardy                         | Three Way match para definir o desafiante nº um pelo TNA World Heavyweight Championship | 11:24   |
| 5                              | James Storm derrotou Crimson                                           | Open Challenge match                                                                    | 02:10   |
| 6                              | Miss Tessmacher derrotou Gail Kim (c)                                  | Singles match pelo TNA Knockouts Championship                                           | 07:01   |
| 7                              | Joseph Park derrotou Bully Ray                                         | Singles match                                                                           | 10:23   |
| 8                              | A.J. Styles e Kurt Angle derrotaram Christopher Daniels e Kazarian (c) | Tag Team match pelo TNA World Tag Team Championship                                     | 14:23   |
| 9                              | Bobby Roode (c) derrotou Sting                                         | Singles match pelo TNA World Heavyweight Championship                                   | 10:54   |
| (c) - Campeão(s) antes da luta |                                                                        |                                                                                         |         |